# مارتن جاك
مارتن جاك (بالإنجليزية: Martin Jacques)‏ هو صحفي بريطاني، ولد في 1945 في كوفنتري في المملكة المتحدة.

## وصلات خارجية
- الموقع الرسمي